# Цилиндър (филм)
„Цилиндър“ (на английски: Top Hat) е американски игрален филм, мюзикъл), от 1935 година, в който Фред Астер играе Американски танцьор на име Джери Травърс, който идва в Лондон да участва в спектакъл, продуциран от Хорас Хардуик (Едуард Еверет Хортън). Той се запознава и се опитва да впечатли Дейл Тремонт (Джинджър Роджърс) и да спечели привързаността ѝ. Филмът също включва Ерик Блор в ролята на камериера на Хардуик – Бейтс, Ерик Роудс е в ролята на италианския костюмар Бедини и Хелън Бродерик е в ролята на Мадж, съпругата на Хардуик.
Филмът е по сценарий на Алън Скот и Дуайт Тейлър. Режисиран е от Марк Сандрич. Песните са написани от Ървинг Бърлин. Песните Top Hat, White Tie and Tails and Cheek to Cheek са се превърнали в американска песенна класика. Филмът е носталгично споменат практично е сегмента на Cheek to Cheek – в много филми, включително „Пурпурната роза от Кайро“ (1985) на режисьора Уди Алън и „Зеленият път“ (1999), с участието на Том Ханкс.
Цилиндър е най-успешния филм на партньорството на Фред Астер и Джинджър Роджърс (и втория успешен филм на Астер – „Великденски парад“, 1948 г.), постига второ място в световния бокс-офис постъпления за 1935 г. Докато някои танцови критици твърдят, че „Време за суинг“ съдържащи по-фин набор от танците, Цилиндър остава и до днес най-известната работа в парнтьорството.

## Сюжет
Американския танцьор Джери Травърс пристига в Лондон да участва в спектакъл, продуциран от Хорас Хардуик. Докато практикува рутина със степ танци в спалнята на хотела, той събужда Дейл Тремонт на пода. Тя щурмува горе, за да се оплаче, след което Джери се влюбва безнадеждно в нея и започва да я преследва из цял Лондон.
Дейл обърква Джери с Хорас, който е женен за приятелката ѝ – Мадж. Следното от успеха на откриващата нощ на Джери в Лондон, Джери я последва във Венеция, когато тя се вижда с Мадж и да моделизира и промотира роклите, създадени от Алберто Бедини, наконтен италиански костюмар, с склонност от малапропизми.
Джери предлага брак на Дейл, докато все още вярва, че Джери е Хорас, е отвратено, че съпругът на приятеля ѝ може да се държи по такъв начин и вместо това се съгласява да се ожени за Алберто. За жалост, Бейтс, намесващия английски камериер на Хорас, се дегизира като свещеник и да провежда церемонията; Хорас беше изпратил Бейтс да поддържа раздели на Дейл.
На път с гондола, Джери успява да убеди Дейл и те се връщат в хотела, където предишното объркване бързо се изчиства. Примирената двойка танцува във венецианския залез, в тон на „Пиколино“.

## В ролите
| Изпълнител           | Роля                             |
| -------------------- | -------------------------------- |
| Фред Астер           | Джери Травърс                    |
| Джинджър Роджърс     | Дейл Тремонт                     |
| Едуард Еверет Хортън | Хорас Хардуик                    |
| Ерик Роудс           | Алберто Бедини, годеник на Дейл  |
| Хелън Бродерик       | Мадж Хардуик, съпруга на Хорас   |
| Ерик Блор            | Бейтс, камериер на Хорас Хардуик |

## Продукция
Филмът е сниман на 1 април 1935 г. и струваше $620,000. Заснемането приключва през юни а първите публични визуализации бяха проведени през юли.

## Награди и номинации
Филмът получава четири номинации за „Оскар“ за най-добър филм, най-добра сценография, най-добри танци и най-добра оригинална песен.